# Gran Premio de Alemania de Motociclismo de 1978
El Gran Premio de Alemania de Motociclismo de 1978 fue la undécima prueba de la temporada 1978 del Campeonato Mundial de Motociclismo. El Gran Premio se disputó los días 20 de agosto de 1978 en el Circuito de Nurburgring.

## Resultados 500cc
En 500,c.c., primera victoria de su palmarés de Virginio Ferrari, a bordo de una Suzuki oficial. El italiano consiguió su primer triunfo de GP por delante del venezolano Johnny Cecotto  y el estadounidense Kenny Roberts, que con estos puntos se convierte en el primer estadounidense que se alzó con el título de la categoría reina.
| Pos.     | Piloto                | Equipo | Tiempo    | Pts. |
| -------- | --------------------- | ------ | --------- | ---- |
| 1        | Virginio Ferrari      | Suzuki | 51' 21" 7 | 15   |
| 2        | Johnny Cecotto        | Yamaha | +0" 7     | 12   |
| 3        | Kenny Roberts         | Yamaha | +33" 9    | 10   |
| 4        | Barry Sheene          | Suzuki | +36" 0    | 8    |
| 5        | Takazumi Katayama     | Yamaha | +36" 3    | 6    |
| 6        | Michel Rougerie       | Suzuki | +56" 0    | 5    |
| 7        | Steve Baker           | Suzuki | +57" 5    | 4    |
| 8        | Boet van Dulmen       | Suzuki | +1' 08" 1 | 3    |
| 9        | Teuvo Länsivuori      | Suzuki | +1' 10" 0 | 2    |
| 10       | Jürgen Steiner        | Suzuki | +2' 10" 4 | 1    |
| 11       | Jack Middelburg       | Suzuki | +2' 11" 2 |      |
| 12       | Gianfranco Bonera     | Suzuki | +2' 15" 8 |      |
| 13       | Steve Parrish         | Suzuki | +2' 16" 1 |      |
| 14       | Max Wiener            | Suzuki | +2' 25" 7 |      |
| 15       | Alex George           | Suzuki | +3' 40" 7 |      |
| 16       | Gerhard Vogt          | Yamaha | +3' 44" 1 |      |
| 17       | Hans-Otto Butenuth    | Suzuki | +5' 04" 9 |      |
| 18       | Jack Findlay          | Suzuki | +5' 18" 4 |      |
| 19       | Dick Alblas           | Suzuki | +5' 19" 7 |      |
| 20       | Toshiyuki Hase        | Suzuki | +5' 42" 9 |      |
| 21       | Franz Shermer         | Suzuki | +5' 58" 5 |      |
| 22       | Carlos de San Antonio | Suzuki | +6' 00" 1 |      |
| 23       | René Gutknecht        | Suzuki | +6' 00" 3 |      |
| 24       | Michael Schmid        | Suzuki | +6' 28" 7 |      |
| 25       | Philippe Coulon       | Suzuki | +6' 56" 4 |      |
| 26       | Hans-Günter Schöne    | Suzuki | +8' 58" 6 |      |
| 27       | Lars Johansson        | Suzuki | +8' 59" 8 |      |
| 28       | Walter Kaletsch       | Suzuki | +9' 50" 9 |      |
| 29       | Gustav Canehl         | Suzuki | +1 Vuelta |      |
| Ret      | Marco Lucchinelli     | Suzuki | Ret       |      |
| Ret      | Bruno Kneubühler      | Suzuki | Ret       |      |
| Ret      | Franz Rau             | Suzuki | Ret       |      |
| Ret      | Herbert Schieferecke  | Yamaha | Ret       |      |
| Ret      | Ingo Riemer           | Yamaha | Ret       |      |
| Ret      | Wil Hartog            | Suzuki | Ret       |      |
| Ret      | Jan Verweij           | Suzuki | Ret       |      |
| Ret      | Jean-Claude Hogrel    | BUT    | Ret       |      |
| Ret      | Graziano Rossi        | Suzuki | Ret       |      |
| Ret      | Michel Frutschi       | n.d.   | Ret       |      |
| Ret      | Gianni Rolando        | Suzuki | Ret       |      |
| Ret      | Horst Scherer         | n.d.   | Ret       |      |
| Ret      | Leslie van Breda      | Suzuki | Ret       |      |
| Ret      | Hans Braumandl        | Suzuki | Ret       |      |
| Ret      | Børge Nielsen         | Suzuki | Ret       |      |
| Ret      | Peter Sjöström        | Suzuki | Ret       |      |
| Ret      | Gustav Reiner         | n.d.   | Ret       |      |
| Ret      | Horst Lahfeld         |        | Ret       |      |
| DNS      | Bernd Dawicki         |        | DNS       |      |
| Sources: |                       |        |           |      |

## Resultados 350cc
El japonés Takazumi Katayama consiguió batir al flamante campeón de la categoría, el sudafricano Kork Ballington, que fue segundo. El francés Michel Rougerie completó el podio.
| Pos. | Piloto                   | Moto            | Tiempo    | Pts. |
| ---- | ------------------------ | --------------- | --------- | ---- |
| 1    | Takazumi Katayama        | Yamaha          | 52' 27" 4 | 15   |
| 2    | Kork Ballington          | Kawasaki        | +0" 2     | 12   |
| 3    | Michel Rougerie          | Yamaha          | +40" 8    | 10   |
| 4    | Jon Ekerold              | Yamaha          | +42" 1    | 8    |
| 5    | Tom Herron               | Yamaha          | +43" 4    | 6    |
| 6    | Anton Mang               | Kawasaki        | +1' 09" 9 | 5    |
| 7    | Olivier Chevallier       | Yamaha          | +1' 37" 0 | 4    |
| 8    | Gianfranco Bonera        | Yamaha          | +1' 38" 1 | 3    |
| 9    | Patrick Pons             | Yamaha          | +2' 04" 3 | 2    |
| 10   | Hervé Moineau            | Yamaha          | +2' 10" 2 | 1    |
| 11   | Gustav Reiner            | Yamaha          | +2' 29" 7 |      |
| 12   | Reino Eskelinen          | Yamaha          | +2' 42" 2 |      |
| 13   | Josef Hage               | Yamaha          | +3' 07" 8 |      |
| 14   | Maurizio Massimiani      | Yamaha          | +3' 38" 8 |      |
| 15   | Vanes Francini           | Yamaha          | +3' 56" 1 |      |
| 16   | Harald Merkl             | Yamaha          | +3' 56" 7 |      |
| 17   | Erich Branstetter        | Yamaha          | +4' 28" 2 |      |
| 18   | Peter Sjöström           | Yamaha          | +4' 46" 8 |      |
| 19   | Ken Nemoto               | Yamaha          | +4' 47" 2 |      |
| 20   | Franz-Josef Schermer     | Yamaha          | +4' 56" 0 |      |
| 21   | Alex George              | Yamaha          | +5' 07" 9 |      |
| 22   | Jakob Beck               | Yamaha          | +5' 09" 0 |      |
| 23   | Gerhard Vogt             | Yamaha          | +5' 24" 4 |      |
| 24   | Peter Schöfer            | Yamaha          | +6' 28" 1 |      |
| 25   | Manuel Paiöes André Nuno | Yamaha          | +1 Vuelta |      |
| Ret  | Gregg Hansford           | Kawasaki        | Ret       |      |
| Ret  | Christian Sarron         | Yamaha          | Ret       |      |
| Ret  | Pentti Korhonen          | Yamaha          | Ret       |      |
| Ret  | Leif Gustafsson          | Yamaha          | Ret       |      |
| Ret  | Richard Hubin            | Yamaha          | Ret       |      |
| Ret  | Michel Frutschi          | Yamaha          | Ret       |      |
| Ret  | John Dodds               | Yamaha          | Ret       |      |
| Ret  | Chas Mortimer            | Yamaha          | Ret       |      |
| Ret  | Vic Soussan              | Yamaha          | Ret       |      |
| Ret  | Toshiyuki Hase           | Yamaha          | Ret       |      |
| Ret  | Reinhold Roth            | Yamaha          | Ret       |      |
| Ret  | Jack Middelburg          | Yamaha          | Ret       |      |
| Ret  | Walter Villa             | Harley-Davidson | Ret       |      |
| Ret  | Patrick Fernandez        | Yamaha          | Ret       |      |
| Ret  | Harald Merkl             | Yamaha          | Ret       |      |
| Ret  | Adolf Schneider          | Yamaha          | Ret       |      |
| Ret  | Bruno Kneubühler         | Yamaha          | Ret       |      |
| Ret  | Edi Stöllinger           | Yamaha          | Ret       |      |
| Ret  | Johnny Cecotto           | Yamaha          | Ret       |      |
| Ret  | János Drapál             | Yamaha          | Ret       |      |
| Ret  | Mario Lega               | Morbidelli      | Ret       |      |
| Ret  | Franco Uncini            | Morbidelli      | Ret       |      |
| Ret  | Paolo Pileri             | Morbidelli      | Ret       |      |
| Ret  | Eero Hyvärinen           | Yamaha          | Ret       |      |
| Ret  | Willi Hangartner         | Yamaha          | Ret       |      |
| Ret  | Ian Richards             | Yamaha          | Ret       |      |
| Ret  | Graziano Rossi           | Yamaha          | Ret       |      |
| Ret  | Guy Bertin               | Yamaha          | Ret       |      |
| Ret  | Michael Schmid           | Yamaha          | Ret       |      |
| Ret  | Willem-Jan Nooteboom     | Yamaha          | Ret       |      |
| Ret  | Bob Coulter              | Yamaha          | Ret       |      |
| Ret  | Walter Hoffmann          | Yamaha          | Ret       |      |

## Resultados 250cc
El sudafricano Kork Ballington da un gran golpe de efecto a sus aspiraciones de conseguir también el título de 250cc con una victoria sobre su máximo rival y compañero de escudería Gregg Hansford, que fue segundo. De esta manera, Ballington aventaja en diez puntos a Hansford en la clasificación general. Tom Herron completó el podio.
| Pos. | Piloto               | Moto          | Tiempo     | Pts. |
| ---- | -------------------- | ------------- | ---------- | ---- |
| 1    | Kork Ballington      | Kawasaki      | 44' 41" 4  | 15   |
| 2    | Gregg Hansford       | Kawasaki      | + 39" 9    | 12   |
| 3    | Tom Herron           | Yamaha        | + 52" 5    | 10   |
| 4    | Jean-François Baldé  | Kawasaki      | + 52" 7    | 8    |
| 5    | Anton Mang           | Kawasaki      | + 52" 8    | 6    |
| 6    | Jon Ekerold          | Yamaha        | + 1' 07" 7 | 5    |
| 7    | Chas Mortimer        | Maxton-Yamaha | + 1' 22" 4 | 4    |
| 8    | Raymond Roche        | Yamaha        | + 1' 23" 6 | 3    |
| 9    | Patrick Fernandez    | Yamaha        | + 1' 24" 1 | 2    |
| 10   | Thierry Espié        | Yamaha        | + 1' 24" 3 | 1    |
| 11   | Olivier Chevallier   | Yamaha        | + 1' 27" 9 |      |
| 12   | Walter Villa         | MBA           | + 1' 44" 0 |      |
| 13   | Leif Gustafsson      | Yamaha        | + 1' 48" 6 |      |
| 14   | Vic Soussan          | Yamaha        | + 1' 48" 9 |      |
| 15   | Richard Hubin        | Yamaha        | + 1' 49" 5 |      |
| 16   | Hans Müller          | Yamaha        | + 1' 49" 7 |      |
| 17   | Hervé Moineau        | Yamaha        | + 2' 02" 5 |      |
| 18   | Mario Lega           | Morbidelli    | + 2' 13" 5 |      |
| 19   | Guy Bertin           | Yamaha        | + 2' 15" 1 |      |
| 20   | John Dodds           | Yamaha        | + 2' 35" 0 |      |
| 21   | Harald Merkl         | Yamaha        | + 2' 44" 8 |      |
| 22   | Edi Stöllinger       | Yamaha        | + 2' 45" 0 |      |
| 23   | Reino Eskelinen      | Yamaha        | + 3' 03" 8 |      |
| 24   | Vanes Francini       | Yamaha        | + 3' 05" 0 |      |
| 25   | Yves de Kimpe        | Yamaha        | + 3' 16" 4 |      |
| 26   | Eero Hyvärinen       | Yamaha        | + 3' 31" 4 |      |
| 27   | Ken Nemoto           | Yamaha        | + 3' 59" 8 |      |
| 28   | Klaus Hilbk          | Yamaha        | + 4' 03" 9 |      |
| 29   | Ian Richards         | Yamaha        | + 4' 09" 5 |      |
| 30   | Willem-Jan Nooteboom | Yamaha        | + 4' 31" 2 |      |
| 31   | Peter Schöfer        | Yamaha        | + 5' 01" 8 |      |
| 32   | Seppo Rossi          | Yamaha        | + 5' 28" 8 |      |
| 33   | Daniel Horvat        | Yamaha        | + 5' 39" 5 |      |
| 34   | Hans Braumandl       | Yamaha        | + 5' 48" 8 |      |
| 35   | Walter Kaletsch      | Yamaha        | + 7' 17" 3 |      |
| 36   | Jussi Hautaniemi     | Kuma-MZ       | + 1 Vuelta |      |
| Ret  | Yves de Kimpe        | Yamaha        | Ret        |      |
| Ret  | Kenny Roberts        | Yamaha        | Ret        |      |
| Ret  | Christian Estrosi    | Kawasaki      | Ret        |      |
| Ret  | Pentti Korhonen      | Yamaha        | Ret        |      |
| Ret  | Thierry Espié        | Yamaha        | Ret        |      |
| Ret  | Hans Hansebräten     | Yamaha        | Ret        |      |
| Ret  | Paolo Pileri         | Morbidelli    | Ret        |      |
| Ret  | Per-Edvard Carlsson  | Yamaha        | Ret        |      |
| Ret  | Harald Bartol        | Yamaha        | Ret        |      |
| Ret  | Johnny Cecotto       | Yamaha        | Ret        |      |
| Ret  | Franco Uncini        | Yamaha        | Ret        |      |
| Ret  | Reiner Scheidhauer   | Yamaha        | Ret        |      |
| Ret  | Bob Coulter          | Yamaha        | Ret        |      |
| Ret  | János Drapál         | Yamaha        | Ret        |      |

## Resultados 125cc
En el octavo de litro, la pugna de la carrera se centró entre Ángel Nieto y el francés Thierry Espié desde el principio, pero la mayor experiencia del zamorano le acabó por dar el triunfo. El suizo Hans Müller fue tercero. El campeón del mundo, el italiano Eugenio Lazzarini, se conformó con el octavo puesto.
| Pos. | Piloto                 | Moto          | Tiempo    | Pts. |
| ---- | ---------------------- | ------------- | --------- | ---- |
| 1    | Ángel Nieto            | Minarelli     | 37' 26" 0 | 15   |
| 2    | Thierry Espié          | Motobécane    | +7" 8     | 12   |
| 3    | Hans Müller            | Morbidelli    | +1' 07" 5 | 10   |
| 4    | Maurizio Massimiani    | Morbidelli    | +1' 18" 9 | 8    |
| 5    | Harald Bartol          | Morbidelli    | +1' 19" 0 | 6    |
| 6    | Gert Bender            | Bender        | +1' 22" 5 | 5    |
| 7    | Stefan Dörflinger      | Morbidelli    | +1' 22" 8 | 4    |
| 8    | Eugenio Lazzarini      | MBA           | +1' 23" 9 | 3    |
| 9    | Walter Koschine        | Bender (moto) | +1' 24" 0 | 2    |
| 10   | Stefan Jansen          | Morbidelli    | +1' 26" 9 | 1    |
| 11   | Henk van Kessel        | AGV-Condor    | +2' 10" 1 |      |
| 12   | Matti Kinnunen         | Morbidelli    | +2' 10" 4 |      |
| 13   | Rolf Blatter           | Morbidelli    | +2' 10" 9 |      |
| 14   | Bennie Wilbers         | Morbidelli    | +2' 11" 3 |      |
| 15   | Richard Schmiederer    | Morbidelli    | +2' 43" 4 |      |
| 16   | Patrick Hérouard       | Morbidelli    | +2' 45" 9 |      |
| 17   | Werner Steege          | Bender        | +2' 59" 5 |      |
| 18   | Thierry Noblesse       | Morbidelli    | +3' 24" 4 |      |
| 19   | Theo Timmer            | Morbidelli    | +3' 36" 6 |      |
| 20   | Rolf Minhoff           | Seel          | +3' 37" 5 |      |
| 21   | Bernd Schneider        | Bender        | +4' 22" 1 |      |
| 22   | Aldo Pero              | Morbidelli    | +4' 53" 7 |      |
| 23   | Lennart Lundgren       | Yamaha        | +4' 57" 8 |      |
| 24   | Jan Huberts            | Morbidelli    | +5' 05" 8 |      |
| 25   | Hans-Jürgen Hummel     | Morbidelli    | +5' 38" 7 |      |
| 26   | Manfred Kugler         | Morbidelli    | +5' 38" 8 |      |
| 27   | Ernst Fagerer          | Morbidelli    | +6' 00" 4 |      |
| 28   | Manfred John           | Bender        | +6' 47" 3 |      |
| 29   | Rolf Brändle           | Bender        | +6' 47" 4 |      |
| 30   | Hagen Klein            | Morbidelli    | +7' 56" 9 |      |
| Ret  | Klaus Hilbk            | Yamaha        | Ret       |      |
| Ret  | Yves Dupont            | Morbidelli    | Ret       |      |
| Ret  | Jean-Louis Guignabodet | Morbidelli    | Ret       |      |
| Ret  | Cees van Dongen        | Morbidelli    | Ret       |      |
| Ret  | Enrico Cereda          | Morbidelli    | Ret       |      |
| Ret  | Alfred Schmid          | Morbidelli    | Ret       |      |
| Ret  | Per-Edvard Carlsson    | Morbidelli    | Ret       |      |
| Ret  | Benga Johansson        | Morbidelli    | Ret       |      |
| Ret  | Jean-Claude Selini     | Morbidelli    | Ret       |      |
| Ret  | Jacky Hutteau          | Morbidelli    | Ret       |      |
| Ret  | Claudio Lusuardi       | Morbidelli    | Ret       |      |
| Ret  | Hubert Abold           | Morbidelli    | Ret       |      |
| Ret  | Bruno di Carlo         | Morbidelli    | Ret       |      |

## Resultados 50cc
En la categoría de menor cilindrada, Ricardo Tormo se convertía en campeón del Mundo en primera vuelta, aunque tuvo que reeditarlo en el GP de Yugoslavia. El motivo es que la FIM había suspendido en este Gran Premio por motivos de seguridad. De esta manera, Tormo ya era matemáticamente campeón pero la FIM volvió a incluir el GP de Yugoslavia por lo que el valenciano tuvo que revalidar el entorchado. Ángel Nieto y el italiano Eugenio Lazzarini fueron segundo y tercero respectivamente.
| Pos. | Piloto              | Moto     | Tiempo    | Pts. |
| ---- | ------------------- | -------- | --------- | ---- |
| 1    | Ricardo Tormo       | Bultaco  | 31' 00" 3 | 15   |
| 2    | Ángel Nieto         | Bultaco  | +14" 1    | 12   |
| 3    | Eugenio Lazzarini   | Kreidler | +53" 0    | 10   |
| 4    | Stefan Dörflinger   | Kreidler | +1' 30" 2 | 8    |
| 5    | Rolf Blatter        | Kreidler | +1' 58" 7 | 6    |
| 6    | Wolfgang Müller     | Kreidler | +2' 00" 3 | 5    |
| 7    | Theo Timmer         | Kreidler | +2' 05" 3 | 4    |
| 8    | Ingo Emmerich       | Kreidler | +2' 06" 2 | 3    |
| 9    | Reiner Scheidhauer  | Kreidler | +2' 07" 2 | 2    |
| 10   | Henk van Kessel     | Sparta   | +2' 26" 3 | 1    |
| 11   | Claudio Lusuardi    | Bultaco  | +2' 28" 7 |      |
| 12   | Enrico Cereda       | DRS      | +2' 30" 8 |      |
| 13   | Hagen Klein         | Kreidler | +2' 48" 4 |      |
| 14   | Pierre Dumont       | Kreidler | +2' 48" 6 |      |
| 15   | Richard Schmiederer | Kreidler | +2' 51" 1 |      |
| 16   | Luigi Rinaudo       | Tomos    | +3' 04" 4 |      |
| 17   | Aldo Pero           | Kreidler | +3' 17" 3 |      |
| 18   | Günter Schirnhofer  | Kreidler | +3' 22" 6 |      |
| 19   | Gerhard Singer      | Kreidler | +3' 26" 8 |      |
| 20   | Cees van Dongen     | Kreidler | +3' 27" 0 |      |
| 21   | Lennart Lundgren    | Kreidler | +3' 33" 3 |      |
| 22   | Hans-Jürgen Hummel  | Kreidler | +3' 57" 8 |      |
| 23   | Klaus Kull          | Kreidler | +3' 59" 2 |      |
| 24   | Gerhard Bauer       | Kreidler | +4' 06" 4 |      |
| 25   | Chris Baert         | Kreidler | +4' 22" 4 |      |
| 26   | Bruno di Carlo      | Kreidler | +4' 23" 7 |      |
| 27   | Ramón Galí          | Bultaco  | +4' 40" 9 |      |
| 28   | Daniel Corvi        | Kreidler | +4' 51" 9 |      |
| 29   | Wolfgang Golembeck  | Kreidler | +4' 53" 0 |      |
| 30   | Arthur Benitan      | Kreidler | +5' 09" 2 |      |
| 31   | Wolfgang Glawaty    | Kreidler | +5' 09" 9 |      |
| 32   | Otto Machinek       | Kreidler | +5' 27" 2 |      |
| 33   | Luciano Spinello    | Kreidler | +6' 13" 4 |      |
| 34   | Bruno Treutlein     | Kreidler |           |      |
| Ret  | Peter Looijesteijn  | Kreidler | Ret       |      |
| Ret  | Pierre Dumont       | Kreidler | Ret       |      |
| Ret  | Manfred Kelter      | Kreidler | Ret       |      |
| Ret  | Kasimir Rapczynski  | Kreidler | Ret       |      |
| Ret  | Jacques Hutteau     | Kreidler | Ret       |      |
| Ret  | Sergio Zattoni      | Kreidler | Ret       |      |
| Ret  | Roland Schuster     | Kreidler | Ret       |      |
| Ret  | Rudolf Kunz         | Kreidler | Ret       |      |
| Ret  | Benjamin Laurent    | Kreidler | Ret       |      |
| Ret  | Enzo Mischiatti     | LGM      | Ret       |      |
| Ret  | Ove Skifjeld        | Kreidler | Ret       |      |
| Ret  | Stefan Danielsson   |          | Ret       |      |
| Ret  | Bruno Treutlein     |          | Ret       |      |
| Ret  | Renzo Fabbri        |          | Ret       |      |